# Adalbert van Praag
Adalbert Sławnikowic (Tsjechisch: Vojtěch, Pools: Wojciech; Libice nad Cidlinou (Bohemen), ca. 956 – nabij Gdańsk (Pommeren), 23 april 997) was een 10e-eeuwse bisschop uit Praag die martelaar werd in zijn inspanningen om Baltische Pruisen te bekeren. Hij werd later tot patroonheilige van Bohemen benoemd in Polen, Hongarije, en Pruisen.

## Biografie
Hij werd geboren in de edele familie Slavníkovci als zoon van Slavník in Libice nad Cidlinou, Bohemen rond het jaar 956. Hij studeerde tien jaar in Maagdenburg onder de heilige Adalbert van Maagdenburg. Toen Adalbert stierf nam Vojtěch de naam Adalbert over.
Adalbert werd bisschop van Praag. Zijn afkeuren van polygamie, nog sterk aanwezig bij de plaatselijke edelen, alsook de deelname van formeel christenen aan de heersende praktijk van slavenhandel, vielen niet echt in gewillige oren. Hij ontvluchtte Praag en werd monnik in Rome. Een plan om op bedevaart naar Jeruzalem te gaan, mislukte. Adalbert zou een goede vriend van de Luikse bisschop Notger (930-1008) zijn geweest.
Op verzoek van paus Johannes XV keerde hij in 992 terug naar Praag en stichtte het klooster Breznov. Adalbert doopte Géza van Hongarije en zijn zoon Stefanus, en hij zette zich ook in om de Polen te bekeren. Maar opnieuw vluchtte hij naar Rome omdat zijn strenge eisen op weerstand botsten.
Adalbert van Praag had reeds in 977 het idee gehad om missionaris in Pruisen te worden. Hij werd door de paus naar de Pruisen gestuurd om daar bekeringswerk te verrichten. Bolesław I, hertog van Polen, stuurde militairen met Adalbert mee. De bisschop en zijn aanhangers traden Pruisisch grondgebied dicht bij Danzig in en trokken zo langs de kust van de Oostzee.
Het was een standaardprocedure van christelijke missionarissen om heilige eikenbomen om te hakken (zie Iconoclasme) zoals ze al op veel andere plaatsen hadden gedaan, met inbegrip van Saksen. De bomen werden aanbeden als woonplaats voor geesten die werden gevreesd, en door ze om te hakken wilden de missionarissen de niet-christenen tonen dat de God der christenen machtiger was dan hun geesten. Toen Adalbert en zijn helpers geen gehoor gaven aan dreigende waarschuwingen om van de heilige eikenbomen af te blijven, werd Adalbert in april 997 gedood aan de kust van de Oostzee tussen de rivier Nogat en Fischhausen in Samland. Hij werd eerst neergeslagen en vervolgens met lansen doorboord. Er wordt beweerd dat zijn lichaam voor een tegengewicht aan goud door Bolesław I van Polen teruggekocht werd.
Twee plaatsen golden na Adalberts dood in het bijzonder als mogelijke locaties, waar de heilige zou zijn omgebracht: Święty Gaj in het huidige Polen en Primorsk in het tegenwoordig tot Rusland behorende gedeelte van Oost-Pruisen.
Twee jaar later, in 999, werd Adalbert door paus Silvester II heilig verklaard.

## Relieken
In ieder geval in de volgende rooms-katholieke kerkgebouwen bevinden zich relieken, die aan deze heilige worden toegeschreven:
- Basiliek van Gniezno in de stad Gniezno in Polen (praalgraf)
- Basiliek San Bartolomeo all'Isola, Rome, Italië
- Sint-Vituskathedraal, Praag, Tsjechië (zijn schedel[2]; zijn honden)
- Sint-Adalbertkerk, Aken, Duitsland (reliek van zijn schedel[2])
- Kerk O.L.V. Onbevlekte Ontvangenis of Unterstadtkirche, Kleef, Duitsland (sedert 1992)

## Iconografie
In de beeldende kunst wordt Adalbert in de regel afgebeeld met mijter en in bisschopsgewaad, vaak met een knuppel, roeispaan of speer. Hij zou namelijk door zijn moordenaars met een roeispaan zijn neergeslagen en daarna met speren doorboord. Soms wordt hij afgebeeld met een adelaar. Zo'n vogel zou zijn lichaam hebben bewaakt, totdat het in veiligheid was gebracht om te Gniezno te kunnen worden begraven.

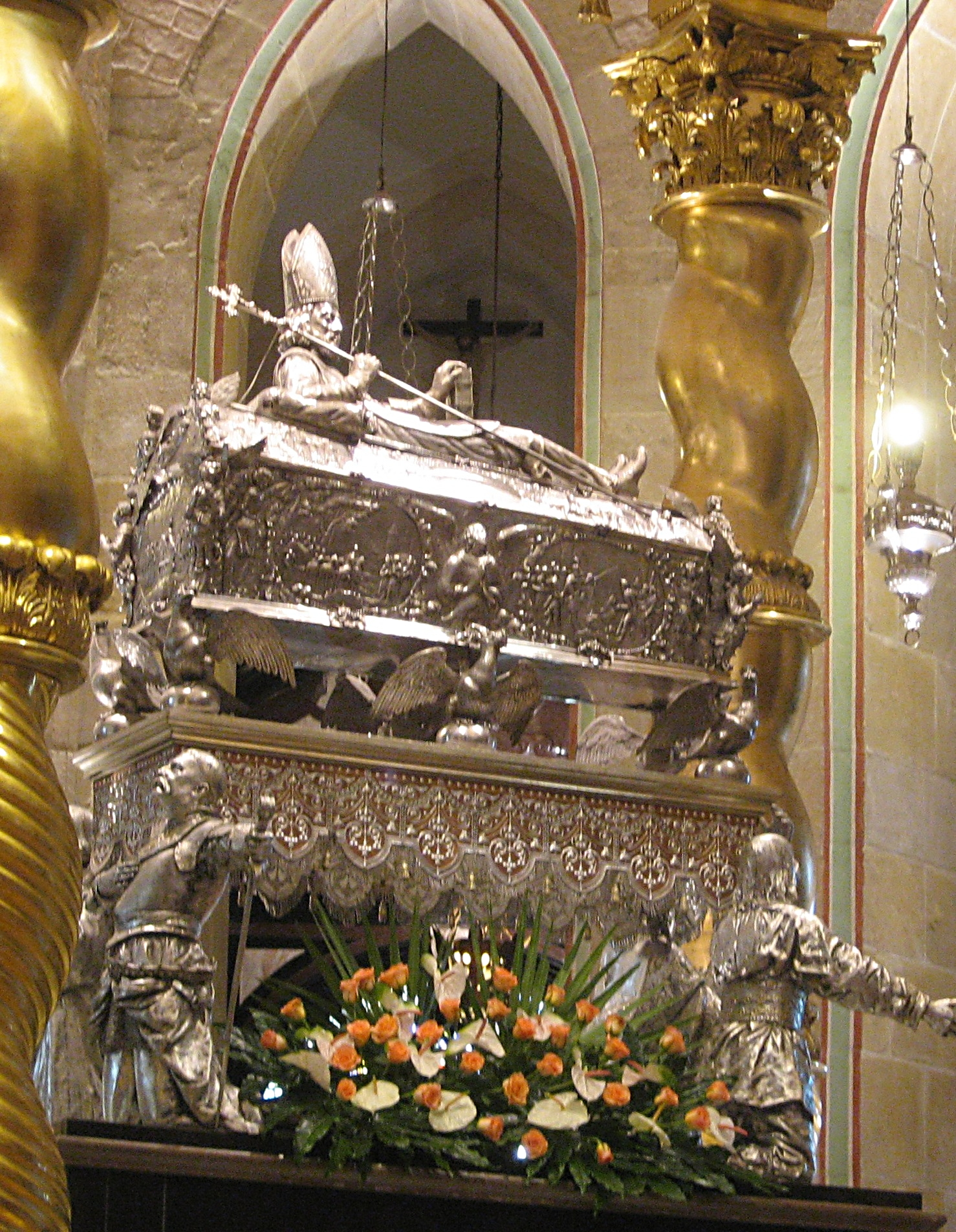
Praalgraf in de Basiliek van Gniezno (Polen)
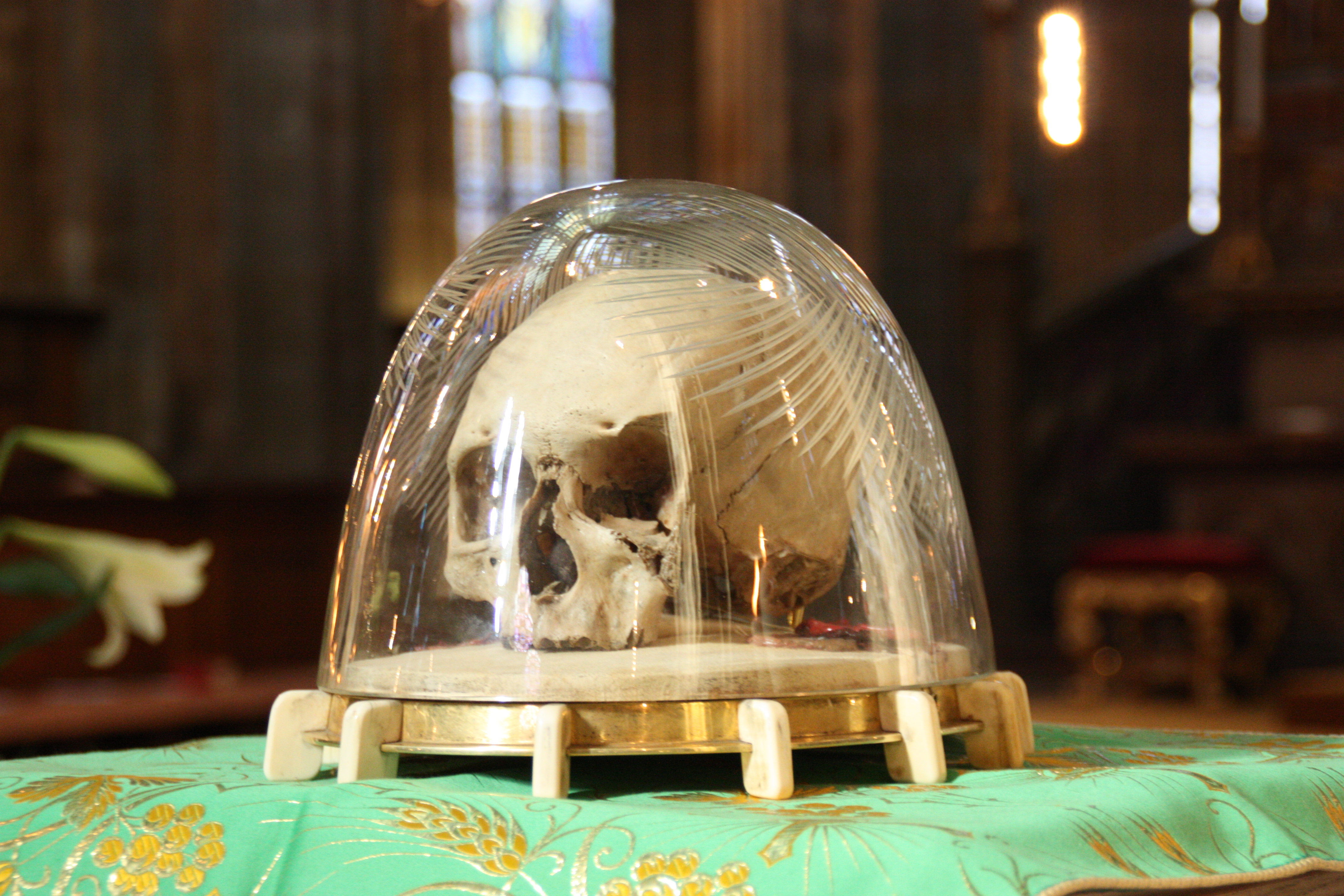
Schedel van Adalbert van Praag, St.-Vituskathedraal te Praag
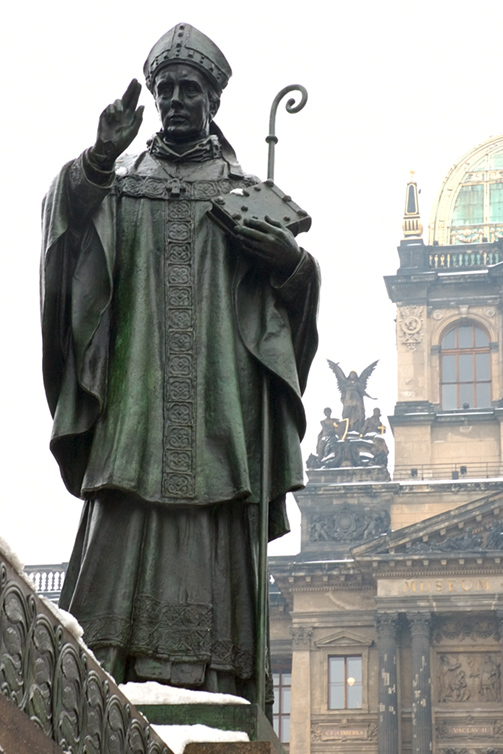
Standbeeld van Adalbert op het Wenceslausplein te Praag
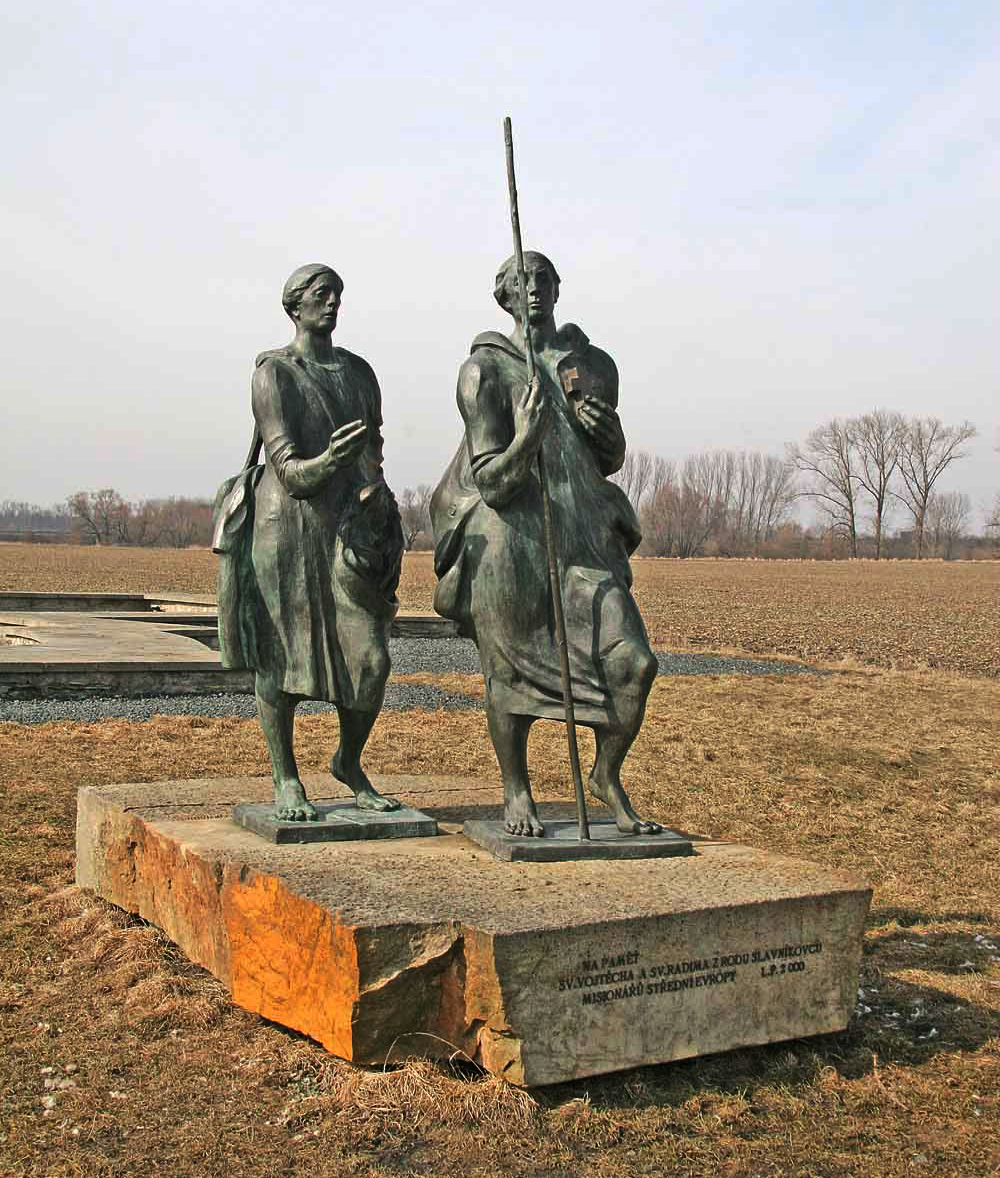
H. Adalbert (Vojtech) en zijn broer Gaudentius (Radim) monument in Libice (Tsjechië)

## Door Adalbert geïnspireerd
In 1985 richtte een rooms-katholiek zakenman te Krefeld in Duitsland de Adalbert-Stiftung op. Deze heeft tot doel het bevorderen van vreedzame samenwerking tussen West- en Oost-Europese landen. Sedert 2005 verleent deze stichting tweejaarlijks een prijs aan politici, geestelijken of diplomaten, die zich, naar het oordeel van het stichtingsbestuur, speciaal daarvoor hebben ingezet. Aan de prijs is een oorkonde, een medaille en een geldbedrag van € 10.000 verbonden.